# 730
| [ Edytuj tabelę ]          |                                       |
| Król Asturii               | - 718 Pelayo 737                      |
| Cesarz Bizancjum           | - 717 Leon III Izauryjczyk 741        |
| Chan Bułgarii              | - 721 Kormisosz 738                   |
| Cesarz Chin                | - 712 Tang Xuanzong 756               |
| Król Essexu                | - 709 Saelred 746                     |
| Król Franków               | - 720 Teuderyk IV 737                 |
| Cesarz Japonii             | - 724 Shōmu 749                       |
| Kalif                      | - 724 Hiszam 743                      |
| Patriarcha Konstantynopola | - 715 German I 730 - 730 Anastazy 754 |
| Król Longobardów           | - 712 Liutprand 744                   |
| Król Mercji                | - 716 Aethelbald 757                  |
| Król Nortumbrii            | - 729 Ceolwulf 737                    |
| Papież                     | - 715 Grzegorz II 731                 |
| Doża Wenecji               | - 726 Orso Ipato 742                  |
| Król Wessexu               | - 726 Ethelheard 740                  |

Rok 730 / DCCXXX
stulecia: VII wiek ~
VIII wiek ~
IX wiek

lata: 720 «
725 «
726 «
727 «
728 «
729 «
730
» 731
» 732
» 733
» 734
» 735
» 740

## Zmarli
- 9 kwietnia – Hugo z Rouen, biskup Rouen, Paryża i Bayeux, święty katolicki (ur. ?)

- Li Tongxuan – chiński buddysta związany ze szkołą huayan (ur. 635)